# Sammeron
Sammeron település Franciaországban, Seine-et-Marne megyében. Lakosainak száma 1160 fő (2022. január 1.). Sammeron Jouarre, Saint-Jean-les-Deux-Jumeaux, Sept-Sorts, Signy-Signets és Ussy-sur-Marne községekkel határos.

## Népesség
A település népessége az elmúlt években az alábbi módon változott:
| Lakosok száma | 1095 | 1121 | 1140 | 1125 | 1127 | 1132 | 1138 | 1143 | 1160 |
|               | 2013 | 2015 | 2016 | 2017 | 2018 | 2019 | 2020 | 2021 | 2022 |